# Alfred Simonis
Alfred Robert Simonis (Timișoara, 4 gennaio 1985) è un politico rumeno, nato nella contea di Timiș, membro del Partito socialdemocratico dal 2001, deputato eletto nel 2016 e 2020 dal PSD.
Dal 15 giugno 2023 è Presidente ad interim della Camera dei deputati della Romania.

## Carriera politica
Membro del Partito socialdemocratico dal 2001, Alfred-Robert Simonis ha iniziato la sua carriera politica occupando, nel periodo 2006-2010, la carica di presidente della Gioventù socialdemocratica (TSD) Timișoara.
Tra il 2010 e il 2019 è stato presidente della Gioventù socialdemocratica (TSD) Timiș e vicepresidente dell'organizzazione provinciale PSD Timiș, e nell'ottobre 2019 ha ricoperto la carica di presidente ad interim della Gioventù socialdemocratica - Romania.
Da marzo a dicembre 2019 è stato presidente esecutivo dell'Organizzazione della contea di Timiș PSD e da dicembre 2019 è presidente dell'Organizzazione della contea di Timiș PSD.
Per quattro anni, dal 2012 al 2016, è stato consigliere comunale del Comune di Timișoara.
Nelle elezioni parlamentari del 2016, Alfred-Robert Simonis è stato eletto deputato del PSD , venendo rieletto per il secondo mandato nel 2020.
Da febbraio 2019 ricopre la carica di capogruppo del PSD alla Camera dei Deputati. Dal 15 giugno 2023 è presidente ad interim della Camera dei Deputati.